# Гайда, Наталия Викторовна
Ната́лия Ви́кторовна Га́йда (бел. Наталля Віктараўна Гайда; род. 1 мая 1939, Свердловск) — советская и белорусская певица (сопрано), актриса оперетты. Народная артистка Белорусской ССР (1980).

## Биография
Родилась 1 мая 1939 года в Свердловске.
В 1966 году окончила вокальное отделение Уральской государственной консерватории имени М. П. Мусоргского.
С 1970 года — солистка Белорусского государственного академического музыкального театра. В творческом репертуаре более сорока ведущих партий в опереттах, музыкальных комедиях и мюзиклах.
С 2012 года проводит в Минске фестивали оперетты «Наталия Гайда приглашает».

## Творчество
Исполнительница ведущих партий в ряде оперетт. Среди них: Настя («Нестерка» Г. Суруса), Ирина, Павлинка («Поёт „Жаваронок“», «Павлинка» Ю. Семяняки), Стелла («Вольный ветер» И. Дунаевского, Чанита («Поцелуй Чаниты») Ю. Милютина, Батманова («Холопка» Н. Стрельникова), Фениса («Хитроумная влюбленная» А. Рябова), Зорика, Анна Главари («Цыганская любовь» и «Весёлая вдова» Ф. Легара), Виолетта, Марица, Сильва («Фиалка Монмартра», «Марица», «Сильва» И. Кальмана).

## Награды
- Народная артистка Белорусской ССР (1980).
- Заслуженная артистка Белорусской ССР (1973).
- Орден «Знак Почёта» (1986).
- Приз «Хрустальная Павлинка» (1992).
- Медаль Франциска Скорины (1999).
- Орден Франциска Скорины (2011).
- Почётная грамота Совета Министров Республики Беларусь (5 мая 1999) — за большой вклад в развитие белорусского театрального искусства, активную общественную деятельность[2]
- Лауреат третьей Национальной театральной премии — за вклад в развитие театрального искусства (Минск, 2014)[3].
- Специальный приз V Международного конкурса молодых артистов оперетты и мюзикла имени В. Курочкина (Екатеринбург, 2014)[4].